# 潘迎紫
潘迎紫（英語：Angela Pan，1949年5月21日—），暱稱娃娃，生于江苏苏州，香港出道、台湾走红的女演员。
潘迎紫1960年代初在香港邵氏电影公司從影。1980年代初开始拍摄电视剧，1984年因主演中視古裝連續劇《神鵰俠侶》而打開在台灣的知名度，1985年在《一代女皇》饰演武則天使她的事業如日中天，其影響力涵蓋了1980年代的台灣電視圈。自2001年主演完最後一檔電視劇《寶斗里長》之後，潘迎紫將重心轉向其它投資，偶尔参与中国大陆电视剧和台灣舞台劇演出。

## 生平
潘迎紫生於江蘇吳縣（今蘇州），家中排行第二，哥哥潘迎曙（為已故圓玄學院及香港道教聯合會主席湯偉奇的妹夫）和妹妹潘迎芬。其父潘家望畢業於中央航空學校第四期機械科，抗日戰爭擔任機修地勤，勝利後退伍，轉赴香港工作。童年時與擔任護士的母親、哥哥和妹妹在上海居住，1953年約四歲时搬迁至香港與父親團聚，並在香港長大。她當時落戶鑽石山一帶，在1961年畢業於永康中學附屬小學，同年入讀昔日位於九龍塘界限街107號的崇恩英文書院（現址為香港國際創價學會文化會館）。就讀初中期間，即1962年考入邵氏南國實驗劇團第二期，同期的有方盈、李菁、鄭佩佩等。
潘迎紫自香港1960年代出道後，接演了數部的電影與歌舞劇。第一部擔任女主角的電影是 和王羽主演的《獨臂刀》不過，她真正出名，還是在台灣演出連續劇的時期。如《神鵰俠侶》、《一代女皇》等均是當時膾炙人口的連續劇，收視率一度超過60%。
潘迎紫雖然於1960年代就已經出道，但對自己的實際年齡一直諱莫如深，且於螢幕上經常有跨年齡的演出，外人均猜不透她的年齡。尤其是在《一代女皇》、《一代皇后大玉兒》中，由女主角小時候直演到老的表現，最受佳評。也因為她能以數十歲的年齡演出青春少女，而有「娃娃」的封號。潘迎紫也相當注重她在鏡頭前面所呈現的妝容美感，因此她特別拜託燈光師務必將她的燈光打得漂亮，為此特地訂購兩箱當時價格昂貴的美国進口蘋果作為答謝，「蘋果光」由此得名。
2007年11月18日，潘迎紫接受春華主持的中天電視《沈春華 Life Show》電視節目專訪，透露自己的「不老秘訣」，長期運動與食用蔬果；當時她說：「我早在20、30年前就開始運動。以前一周運動5天，一次至少2小時；現在比較忙，縮減為一周3天；加上少吃肉、多喝水，無形保住了青春。」又說：「要漂亮，就是要保持開朗，生活要健康；不要每天晚上夜夜笙歌，也不要通宵打麻將。」保持開朗的心態，不要太鑽牛角尖，雖然人生常有起落，只要保持赤子之心，就會年輕。
2014年10月，潘迎紫因受網路欺凌，曾一度關閉與網友連繫之微博網站。2016年12月19日，報訊潘迎紫已在近日重啟微博網站，並於微博上發布再次「復出」消息。
范冰冰视潘迎紫为偶像，曾在2008年的大陸電視劇《胭脂雪》、2009年的《金大班》和2014年的《武媚娘傳奇》邀請潘迎紫合作，三次都沒有成功。2017年，范冰冰第四次邀约成功，潘迎紫出演《巴清传》，但该剧受主演风波遭到禁播。

## 个人生活
1971年，潘迎紫與香港演員陳鴻烈結婚，1980年離婚。

## 作品

### 電影
| 年代   | 电影           | 角色   | 合作演員             |
| ------ | -------------- | ------ | -------------------- |
| 1963年 | 梁山伯與祝英台 |        | 凌波、樂蒂           |
| 1963年 | 七仙女         |        | 方盈、凌波           |
| 1967年 | 獨臂刀         |        | 王羽、田豐、焦姣     |
| 1967年 | 月夜斬         |        | 王冠雄、陳鴻烈       |
| 1967年 | 大破白蓮教     |        | 白彪、金川           |
| 1967年 | 龍形八劍       |        | 陳鴻烈、江彬         |
| 1967年 | 股票股票       |        | 陳浩、陳鴻烈         |
| 1968年 | 雲泥           |        | 楊帆、井莉           |
| 1970年 | 玉面俠         |        | 何莉莉、高遠         |
| 1971年 | 老爺酒店       |        | 陳鴻烈、胡錦         |
| 1981年 | 戒賭           | 楊麗瑛 | 王冠雄、馬沙、陳鴻烈 |
| 1982年 | 慧眼識英雄     |        | 王冠雄、林青霞       |
| 1983年 | 新火燒紅蓮寺   |        | 孟飛、楊惠姍         |
| 1983年 | 兩隻老虎       |        | 徐克、泰迪羅賓       |
| 1983年 | 小姐當差       |        | 廖偉雄、夏玲玲       |

### 電視劇
| 年代   | 電視劇           | 角色                   | 合作演員                 | 首播電視台   | 播映期間              | 製作人         |
| ------ | ---------------- | ---------------------- | ------------------------ | ------------ | --------------------- | -------------- |
| 1979年 | 名劍風流         | 唐琳                   | 夏雨                     | 香港無綫電視 | 1979.12.3-1980.2.1    | 招振強         |
| 1984年 | 一加一不等於二   | 田恬恬                 | 寇世勳                   | 中國電視公司 | 1984.4.12-1984.8.30   | 楊佩佩         |
| 1984年 | 神鵰俠侶         | 小龍女                 | 孟飛                     | 中國電視公司 | 1984.7.2-1984.10.7    | 周遊、李朝永   |
| 1984年 | 秋水伊人         | 葉秋涵                 | 寇世勳                   | 中國電視公司 | 1984..-1984..         | 項揚           |
| 1985年 | 神州俠侶         | 蕭玉雪                 | 孟飛                     | 中國電視公司 | 1985.3.31-1985.7.7    | 周遊、李朝永   |
| 1985年 | 一代女皇         | 武則天、太平公主       | 崔浩然                   | 中國電視公司 | 1985.11.18-1986.1.14  | 林慧俊         |
| 1986年 | 一代公主         | 武則天、太平公主       | 張晨光                   | 中國電視公司 | 1986.4.8-1986.6.6     | 林慧俊         |
| 1986年 | 上錯天堂投錯胎   | 客串武則天             | 寇世勳                   | 中國電視公司 | 1986.10.6-1986.12.5   | 林慧俊         |
| 1986年 | 家和萬事興       | 陳雪                   | 寇世勳                   | 中國電視公司 | 1986.10.6-1986.12.5   |                |
| 1987年 | 一代歌           | 周璇                   | 姜厚任                   | 中國電視公司 | 1987.3.30-1987.5.22   | 靳蜀美         |
| 1987年 | 靈山神箭         | 白羽霜                 | 孟飛                     | 中國電視公司 | 1987.7.13-1987.8.21   | 周遊、李朝永   |
| 1988年 | 媽媽·吉利·小叮噹 | 華娃娃                 | 姜厚任                   | 中國電視公司 | 1988.8.1-1988.9.23    | 周遊、李朝永   |
| 1988年 | 貂蟬             | 貂蟬                   | 顧冠忠、寇世勳           | 中國電視公司 | 1988.10.25-1988.11.18 | 郭建宏、郭宏亮 |
| 1990年 | 浴火鳳凰         | 梅姬、梅吟霜           | 苗喬偉                   | 中國電視公司 | 1990.7.18-1990.9.11   | 郭建宏、郭宏亮 |
| 1991年 | 婆媳過招七十回   | 陳芬蘭                 | 白冰冰、姜厚任           | 中國電視公司 | 1991.7.11-1991.9.13   | 林清介         |
| 1992年 | 一代皇后大玉兒   | 大玉兒                 | 爾冬陞、劉青雲、孫鵬     | 中國電視公司 | 1992.5.14-1992.7.14   | 謝佾璋         |
| 1993年 | 超級女巡按       | 方美君                 | 崔浩然、焦恩俊           | 中國電視公司 | 1993.7.19-1993.8.13   | 左菁華         |
| 1998年 | 虯髯客與紅拂女   | 紅拂女（張出塵）         | 金超群、邢岷山           | 超級電視台   | 1998.3.1-1998.5.25    | 劉世範、陳 希  |
| 2001年 | 寶斗長           | 秀鳳                   | 雷洪、文帥、劉長鳴       | 東森電視     | 2001.8.15-2001.9.25   |                |
| 2012年 | 傾城絕戀         | 孝莊太皇太后（老祖宗） | 李晟、何晟銘、田家達     | 江蘇衛視     | 2012.07.18-           |                |
| 2021年 | 骊歌行           | 王太妃                 | 李一桐、许凯、苗圃、马跃 |              | 2021.04.15-           |                |
| 待播出 | 巴清传奇         | 华阳太后               | 范冰冰、高雲翔           |              |                       |                |

### 舞台劇
| 年代   | 舞台劇       | 劇團       | 角色 | 合作演員 | 編導   |
| ------ | ------------ | ---------- | ---- | -------- | ------ |
| 2019年 | 最後一封情書 | 全民大劇團 | 秀蝶 | 謝祖武   | 謝念祖 |

## 獎項

### 電視金鐘獎
| 年份   | 獲提名             | 獎項                  | 結果 |
| ------ | ------------------ | --------------------- | ---- |
| 1985年 | 《一加一不等於二》 | 第20屆金鐘獎 女演員獎 | 提名 |
| 1987年 | 《家和萬事興》     | 第22屆金鐘獎 女演員獎 | 提名 |
| 1988年 | 《一代歌后》       | 第23屆金鐘獎 女演員獎 | 提名 |

## 外部連結
- 潘迎紫娃娃的新浪微博
- 潘迎紫在互联网电影资料库（IMDb）上的資料（英文）
- 潘迎紫在香港影庫上的簡介
- 潘迎紫在豆瓣上的资料（简体中文）
- 潘迎紫在时光网上的簡介（简体中文）